# Foxfield
Foxfield és una població dels Estats Units a l'estat de Colorado. Segons el cens del 2000 tenia 746 habitants.

## Demografia
Segons el cens del 2000, Foxfield tenia 746 habitants, 247 habitatges, i 218 famílies. La densitat de població era de 223,3 habitants per km².
Dels 247 habitatges en un 38,9% hi vivien nens de menys de 18 anys, en un 84,2% hi vivien parelles casades, en un 2,8% dones solteres, i en un 11,7% no eren unitats familiars. En el 8,5% dels habitatges hi vivien persones soles el 2,8% de les quals corresponia a persones de 65 anys o més que vivien soles. El nombre mitjà de persones vivint en cada habitatge era de 2,98 i el nombre mitjà de persones que vivien en cada família era de 3,15.
Per edats la població es repartia de la següent manera: un 28,2% tenia menys de 18 anys, un 5,4% entre 18 i 24, un 17,7% entre 25 i 44, un 39% de 45 a 60 i un 9,8% 65 anys o més.
L'edat mediana era de 44 anys. Per cada 100 dones de 18 o més anys hi havia 101,5 homes.
La renda mediana per habitatge era de 109.507 $ i la renda mediana per família de 117.255 $. Els homes tenien una renda mediana de 66.750 $ mentre que les dones 46.250 $. La renda per capita de la població era de 40.970 $. Entorn del 2,7% de les famílies i el 4,4% de la població estaven per davall del llindar de pobresa.

## Poblacions més properes
El següent diagrama mostra les poblacions més properes.